# Радомирци
Радомирци (болг. Радомирци) — село в Болгарии. Находится в Плевенской области, входит в общину Червен-Бряг. Население составляет 1 552 человека.

## Политическая ситуация
В местном кметстве Радомирци, в состав которого входит Радомирци, должность кмета (старосты) исполняет Петё Димитров Йотов (независимый) по результатам выборов правления кметства.
Кмет (мэр) общины Червен-Бряг — Данаил Николов Вылов (независимый) по результатам выборов в правление общины.